# Enekbatus stowardii
Enekbatus stowardii är en myrtenväxtart som först beskrevs av Spencer Le Marchant Moore, och fick sitt nu gällande namn av Malcolm Eric Trudgen och Barbara Lynette Rye. Enekbatus stowardii ingår i släktet Enekbatus och familjen myrtenväxter. Inga underarter finns listade i Catalogue of Life.